# 赫伯特·海斯·怀素
赫伯特·海斯·怀素（英語：Herbert Hice Whetzel，1877年9月5日—1944年11月30日），美国植物病理學家，真菌學家。康奈尔大学教授。

## 生平
1877年生于美国印第安纳州，从小爱好自然。1902年毕业于瓦伯西學院，获学士学位。后进入康奈尔大学研究生院深造，师从乔治·弗朗西斯·阿特金森。1904年与露西·贝克结婚，育有2个孩子
在攻读博士期间，他参与了利伯蒂·海德·贝利主持的科研项目。1906年，成为植物学系助理教授。1907年，成为新成立的植物病理学系首席教授。他获得了瓦伯西學院和波多黎各大学的荣誉博士学位。
他主要研究小核菌，出版了关于核盤菌科的专著。他还是美国病理学会的创始会员，并为康奈尔大学植物病理学标本室的建立和发展做出了巨大贡献。
1944年在纽约州伊萨卡去世，享年67岁。